# San Lorenzo Texmelucan
San Lorenzo Texmelucan là một đô thị thuộc bang Oaxaca, México. Năm 2005, dân số của đô thị này là 6319 người.